# Georg Heu
Georg Heu (* 31. Oktober 1965 in Mödling) ist ein ehemaliger österreichischer Fußballspieler auf der Position eines Tormanns und nunmehriger Tormanntrainer.

## Karriere

### Als Fußballspieler
Sein Debüt in der österreichischen Bundesliga gab Georg Heu am 1. September 1987 im Trikot des VfB Mödling unter Trainer Sepp Schneider bei der 1:2-Auswärtsniederlage gegen den SK Austria Klagenfurt.
Insgesamt spielte Georg Heu drei Saisonen in der österreichischen Bundesliga: (1987/88, 1993/94 und 1994/95) für den VfB Mödling, eine Saison (1991/92) für den Kremser SC und fünf Saisonen (1997/98, 2000/01, 2001/02, 2002/03 und 2003/04) für den FC Admira Wacker Mödling. Dazu kommen zwei Spielzeiten (1996/97 und 1995/96) für den VfB Mödling in der zweithöchsten Spielklasse.
Nach dem offiziellen Abschluss seiner aktiven Karriere im Sommer 2005 musste Georg Heu in der Regionalliga Ost am 1. Oktober 2006 in der zweiten Mannschaft des FC Admira Wacker Mödling gegen den Kremser SC noch einmal als Torhüter einspringen.

### Als Tormanntrainer
Noch während seiner aktiven Laufbahn startete Heu im Sommer 2004 unter Trainer Bernd Krauss seine zweite Karriere als Tormanntrainer. Nachdem Krauss am 22. September 2004 abgelöst wurde, war Dominik Thalhammer bis 16. August 2005 sein Chef. Danach folgte Robert Pflug, der wiederum am 16. Februar 2006 von Ernst Baumeister abgelöst wurde. Unter Ernst Baumeister stieg Heu vom 25. Februar 2007 bis 4. Jänner 2008 zum Co-Trainer auf. Danach wechselte Heu bis 30. Juni 2008 zum ASK Schwadorf und nahm unter Trainer Heinz Peischl wieder seine ursprüngliche Funktion als Tormanntrainer ein.
Bedingt durch das Engagement von Sponsor Richard Trenkwalder beim FC Admira Wacker Mödling, kehrten Peischl und Heu am 1. Juli 2008 wieder in die Südstadt zurück. Danach war Heu wieder Tormanntrainer unter den Coaches Heinz Peischl (5 Spiele, bis 8. August 2008), Walter Schachner (65 Spiele, bis 26. April 2010), Dietmar Kühbauer (124 Spiele, bis 11. Juni 2013), Anton Polster (4 Spiele, bis 10. August 2013), Oliver Lederer (5 Spiele, bis 19. September 2013) und nunmehr Walter Knaller.

## Erfolge
- 1999/00 Meistertitel in der Ersten Liga und Aufstieg in die Bundesliga

## Privates
Georg Heu ist ledig; er hat zwei Töchter.
Neben seinem Job beim FC Admira Wacker Mödling ist er gemeinsam mit dem Tormann-Kollegen Martin Krenn sowie Franz Kalla Geschäftsführer eines Herstellers von Torwarthandschuhen in Kottingbrunn. Dort ist er auch für den Bereich Eigenproduktionen und Entwicklung verantwortlich.